# آرثر تانسلي
السير آرثر جورج تانسلي (بالإنجليزية: Arthur George Tansley)، الحائز على زمالة جمعية لينيان في لندن والجمعية الملكية (15 أغسطس 1871 - 25 نوفمبر 1955): هو عالم نبات إنجليزي ورائد في العلوم البيئية.
بعد أن تلقى تانسلي تعليمه في مدرسة هايغيت وكلية لندن الجامعية وكلية الثالوث في جامعة كامبريدج، درّس في هذه الجامعات بالإضافة إلى جامعة أوكسفورد، حيث عمل بمنصب بروفيسور في علم النبات بالمرتبة الشيراردية حتى تقاعده في عام 1937. أسس تانسلي مجلة نيو فيتولوجيست في عام 1902 وشغل منصب المحرر فيها حتى عام 1931. كان من رواد العلوم البيئية في بريطانيا، إذ تأثر بشدة بأعمال عالم النبات الدنماركي يوجينيوس وارمينغ، وأدخل مفهوم النظام البيئي إلى علم الأحياء. كان تانسلي عضوًا مؤسسًا لأول جمعية مهنية لعلماء البيئة، وهي الجمعية المركزية لمسح الغطاء النباتي البريطاني ودراسته (بالإنجليزية: Central Committee for the Survey and Study of British Vegetation)، التي تولت في ما بعد تنظيم الجمعية البيئية البريطانية، وشغل منصب أول رئيس لها والمحرر المؤسس لدورية جورنال أوف إيكولوجي. وإضافةً إلى ذلك، شغل تانسلي منصب أول رئيس للمجلس الإداري لدى منظمة حفظ الطبيعة البريطانية.
انتُخب تانسلي لنيل زمالة الجمعية الملكية في عام 1915، وقُلد بمرتبة الفروسية في عام 1950.
تنشر مجلة نيو فيتولوجيست مراجعات تانسلي المنتظمة، في حين يقدم صندوق نيو فيتولوجيست ميدالية تانسلي، وقد سُميت كلتاهما باسمه تكريمًا له.

## نشأته وتعليمه
ولد تانسلي في لندن لرجل الأعمال جورج تانسلي وزوجته أميليا. وعلى الرغم من أنه رجل أعمال ناجح، كان شغف جورج تانسلي يكمن في التعليم بعد أن بدأ بارتياد الصفوف الدراسية في كلية الرجال العاملين (بالإنجليزية: Working Men's College) عندما كان عمره 19 عامًا. استمر جورج تانسلي لاحقًا ليعمل مدرسًا متطوعًا، ثم تقاعد عن عمله في عام 1884 ليكرس نفسه للتعليم في الكلية. تزوج من أميليا لورنس في عام 1863  وأنجبا طفلين، كبراهما فتاة، اسمها مود، تبعها آرثر بعد سبع سنوات في عام 1871.
قُدح زناد اهتمام تانسلي بالعلوم على يد أحد زملاء والده من المدرسين المتطوعين، وُصف بأنه «عالم نبات ميداني ممتاز ومتحمس». بعد حضوره المدرسة التحضيرية من عمر 12 حتى عمر 15، التحق بمدرسة هايغيت. وبسبب عدم رضاه عن تدريس مادة العلوم، الذي اعتبره «عديم الأهلية على نحو هزلي»، انتقل إلى كلية لندن الجامعية في عام 1889 ودرس في كلية العلوم البيولوجية، حيث تأثر براي لانكستر وفرانسيس وول أوليفر تأثرًا شديدًا. وفي عام 1890، ارتاد تانسلي كلية الثالوث في جامعة كامبريدج. بعد إكمال الجزء الأول من امتحان درجة البكالوريوس في جامعة كامبريدج، تريبوس،  في عام 1893، عاد إلى كلية لندن الجامعية بصفة مساعد لأوليفر، وهو منصب احتفظ به حتى عام 1907. وفي عام 1894، عاد إلى كامبريدج وأكمل الجزء الثاني من امتحان تريبوس، فتلقى شهادة بدرجة شرف أولى.

## مسيرته المهنية
درّس تانسلي وأجرى أبحاثًا في كلية لندن الجامعية بين عامي 1893 و1907. وفي عام 1907، حصل على منصب محاضر في جامعة كامبريدج. في الحرب العالمية الأولى، مع انخفاض العملية التعليمية في الجامعة، عمل تانسلي في منصب موظف لدى وزارة الذخائر. وفي عام 1923، استقال من منصبه في جامعة كامبريدج وأمضى عامًا في فيينا يدرس علم النفس على يد سيغموند فرويد. عندما عاد إلى بريطانيا في عام 1924، عُيّن تانسلي رئيسًا متصرفًا لمجلس إدارة جمعية الإمبراطورية البريطانية للحياة النباتية (بالإنجليزية: British Empire Vegetation Committee). بعد أربع سنوات قضاها بعيدًا عن المناصب الأكاديمية الرسمية في علم النبات، عُيّن تانسلي في منصب بروفيسور بالمرتبة الشيراردية في علم النبات لدى جامعة أوكسفورد في عام 1927، حيث بقي حتى تقاعده في عام 1937.

## طلاب مميزون
- أليكساندر وات

عندما ذكر تانسلي ككاتب باستمرار هو إشارة إلى الشخص الكاتب عند اقتباس اسم نباتي